# Bandundu (Provinz)

Bandundu ist eine ehemalige Provinz der Demokratischen Republik Kongo mit der Hauptstadt Bandundu.

## Geografie
Die Provinz lag im Westen des Landes und grenzte im Norden an die Provinz Équateur, im Osten an Kasai-Occidental, im Süden an Angola, im Westen an die Provinzen Bas-Congo und Kinshasa und im Nordwesten an die Republik Kongo.

## Geschichte
Die Provinz entstand 1966 durch die Zusammenlegung der Provinzen Kwango, Kwilu und Mai-Ndombe.

### Neugliederung 2015
Gemäß der im Mai 2005 verabschiedeten neuen Verfassung sollte der Kongo neugegliedert werden. Nachdem der Termin der Verwaltungsänderung zuvor mehrmals verschoben wurde, machte Präsident Joseph Kabila diese im Januar 2011 zunächst wieder rückgängig. Erst im Juli 2015 wurde die Neugliederung des Kongo schließlich doch umgesetzt. Bandundu wurde dabei in drei neue Provinzen aufgeteilt und Mitte 2015 schließlich umgesetzt.
- Kwango mit der Hauptstadt Kenge
- Kwilu mit der Hauptstadt Kikwit
- Mai-Ndombe mit der Hauptstadt Inongo